# 台城人民电影院
台城人民电影院，位于中国广东省江门市台山市台城镇，为台山市的一个市级文物保护单位，类型为近现代重要史迹及代表性建筑，公布时间为2002年。
台城人民电影院的历史年代为民国。